# Voleibol nos Jogos Pan-Americanos de 2015
Os torneios de voleibol nos Jogos Pan-Americanos de 2015 foram realizados entre 16 e 26 de julho no Centro de Exposições, em Toronto.
Oito equipes no masculino e oito equipes no feminino participaram dos torneios de voleibol, que tiveram o mesmo formato de disputa. As equipes participantes foram divididas em dois grupos de quatro, onde a melhor equipe de cada grupo avançou diretamente as semifinais e as equipes que finalizaram em segundo e terceiro lugar disputaram as quartas de final. As seleções vencedoras das semifinais disputaram a medalha de ouro e as perdedoras o bronze.

## Calendário
| Julho    | 7 | 8 | 9 | 10 | 11 | 12 | 13 | 14 | 15 | 16 | 17 | 18 | 19 | 20 | 21 | 22 | 23 | 24 | 25 | 26 |
| -------- | - | - | - | -- | -- | -- | -- | -- | -- | -- | -- | -- | -- | -- | -- | -- | -- | -- | -- | -- |
| Voleibol |   |   |   |    |    |    |    |    |    |    |    |    |    |    |    |    |    |    | 1  | 1  |

|  | Dia de competição |  | Dia de final |

## Países participantes
Um total de dez delegações enviaram equipes para as competições de voleibol. Argentina, Brasil, Canadá, Cuba, Estados Unidos e Porto Rico participaram tanto do torneio masculino quanto do feminino.
| - ARG Argentina (24) - BRA Brasil (24) - CAN Canadá (24) - COL Colômbia (12) - CUB Cuba (24) | - USA Estados Unidos (24) - MEX México (12) - PER Peru (12) - PUR Porto Rico (24) - DOM República Dominicana (12) |

## Medalhistas
| Evento             | Ouro | Prata | Bronze |
| ------------------ | --- | --- | --- |
| Masculino detalhes | Javier Filardi Nicolás Uriarte Facundo Conte José Luis González Sebastián Solé Pablo Crer Luciano De Cecco Martín Ramos Ezequiel Palacios Maximiliano Gauna Sebastián Closter Luciano Zornetta ARG Argentina   | Carlos Eduardo Barreto Thiago Veloso Flávio Gualberto Douglas Souza Maurício Souza Rafael Araújo Murilo Radke Maurício Borges Silva João Rafael Ferreira Renan Buiatti Tiago Brendle Otávio Pinto BRA Brasil | Tyler Sanders John Gordon Perrin Daniel Lewis Rudy Verhoeff Adam Simac Dustin Schneider Toontje Van Lankvelt Gavin Schmitt Frederic Winters Graham Vigrass Nicholas Hoag Steven Marshall CAN Canadá               |
| Feminino detalhes  | Lauren Paolini Cassidy Litchman Kristin Hildebrand Natalie Hagglund Cursty Jackson Nicole Fawcett Michelle Bartsch Falyn Fonoimoana Jenna Hagglund Rachael Adams Carli Lloyd Krista Vansant USA Estados Unidos | Rosamaria Montibeller Adenízia da Silva Jaqueline Carvalho Michelle Pavão Joyce Silva Ana Tiemi Fernanda Garay Camila Brait Angélica Malinverno Bárbara Bruch Macris Carneiro Mariana Costa BRA Brasil       | Annerys Vargas Marianne Fersola Brenda Castillo Camil Domínguez Niverka Marte Prisilla Rivera Yonkaira Peña Gina Mambrú Bethania de la Cruz Ana Binet Brayelin Martínez Jineiry Martínez DOM República Dominicana |

## Quadro de medalhas
| Ordem | País                     | Medalha de ouro | Medalha de prata | Medalha de bronze |   |
| ----- | ------------------------ | --------------- | ---------------- | ----------------- | - |
| 1     | ARG Argentina            | 1               |                  |                   | 1 |
|       | USA Estados Unidos       | 1               |                  |                   | 1 |
| 3     | BRA Brasil               |                 | 2                |                   | 2 |
| 4     | CAN Canadá               |                 |                  | 1                 | 1 |
|       | DOM República Dominicana |                 |                  | 1                 | 1 |
| TOTAL | TOTAL                    | 2               | 2                | 2                 | 6 |